# Райхсфюрер-СС
Райхсфюрер-СС (Reichsführer-SS) е специално СС звание, съществувало между 1925 и 1945 година. От 1925 до 1933 година Райхсфюрер-СС е титла, но след 1934 година става най-високото звание в СС.

## Дефиниране
Райхсфюрер-СС е едновременно титла и звание. Титлата Райхсфюрер първоначално е създадена от Йозеф Берхтолд през 1926 година. Предшественика на Бархтолд Юлиус Шрек никога не се е определял като Райхсфюрер. През 1929 година Хайнрих Химлер става Райхсфюрер-СС и си приписва титлата, вместо редовното СС звание. Това става прецедент за командващ генерал от СС да се нарича Райхсфюрер-СС.
През 1934 година титлата на Химлер става действащо звание след Нощта на дългите ножове.
От този момент Райхсфюрер-СС става най-високото звание в СС и се счита за еквивалент на Генерал-фелдмаршал Generalfeldmarschall в немската армия.
Никога не е имало повече от един Райхсфюрер-СС едновременно, докато Химлер е имал званието и титлата от 1934 до 1945 година.

## Носители на званието
За 20-годишното съществуване на званието райхсфюрер-СС само 5 души са го носили. При трима от тях е използвано като титла, докато при другите двама е било действащо СС звание.
- Юлиус Шрек (1925 – 1926)
- Йозеф Берхтолд (1926 – 1927)
- Ерхард Хайден (1927 – 1929)
- Хайнрих Химлер (1929 – 1945)
- Карл Ханке (1945)

Карл Ханке, последният лидер на СС, назначен през април, но незнаещ чак до ранния май на 1945 година, е убит на 8 юни 1945 година, докато се опитва да избяга от чешки военнопленнически лагер, в който е бил задържан.

## В днешно време
Званието Райхсфюрер-СС се появява и като измислица на следните места:
- В романа на Робърт Харис „Бащина земя“, история в която Германия е спечелила Втората световна война, Райнхард Хайдрих е повишен в званието Райхсфюрер-СС след мистериозната смърт на Химлер в самолетна катастрофа през 50-те години на миналия век.
- В епизода на Стар Трек – „Пример за сила“ се обрисува чуждоземна планета, където историята пресъздава Нацистка Германия, в опит за формиране на благоприятно и ефикасно фашистко правителство без садизъм.
- Химлер се появява като Райхсфюрер-СС, посещавайки завладяна Британия през ноември 1941 година, в историята на Лен Дейтън „SS-GB“.
- В романа на Хари Търтълдоув „Колонизация: Втори контакт“, Химлер е изобразен като наследникът на Хитлер като Фюрер и продължава да управлява Нацистка Германия през 60-те години на миналия век.
- В друг роман на Хари Търтладъв „В присъствието на моите врагове“, един от антагонистите е Райхсфюрер-СС Лотар Прюцман, който прави опити да свали новия Фюрер Хайнц Буклигер.